# Лопацин
Лопацин (пол. Łopacin) — село в Польщі, у гміні Сонськ Цехановського повіту Мазовецького воєводства.
Населення — 287 осіб (2011).
У 1975-1998 роках село належало до Цехановського воєводства.

## Демографія
Демографічна структура станом на 31 березня 2011 року:
|          | Загалом | Допрацездатний вік | Працездатний вік | Постпрацездатний вік |
| -------- | ------- | ------------------ | ---------------- | -------------------- |
| Чоловіки | 148     | 31                 | 100              | 17                   |
| Жінки    | 139     | 31                 | 77               | 31                   |
| Разом    | 287     | 62                 | 177              | 48                   |